# Plaza de la Revolución (Stadtbezirk, Havanna)
Plaza de la Revolución (spanisch Platz der Revolution), kurz Plaza, ist ein Stadtbezirk im Range eines Munizipios der kubanischen Hauptstadt Havanna. Namensgeber ist der gleichnamige Platz, der sich in seinem Gebiet befindet. Er gliedert sich in die Consejos populares (Gemeindeversammlungen) Rampa, Vedado-Malecón, El Carmelo, Príncipe, Vedado, Colón-Nuevo Vedado, Plaza de la Revolución, Nuevo Vedado-Puentes Grandes.
Der Stadtbezirk reicht von der Küste zur Floridastraße mit dem Malecón im Norden bis zum Platz der Revolution im Süden, dem zum Stadtbezirk Playa gehörenden Stadtteil Miramar im Westen und Centro Habana im Osten. Zu ihm gehört auch der bekannte Stadtteil Vedado mit dem Kolumbus-Friedhof, dem Eiskaffee Coppelia und den bekannten Hotels Nacional, Habana Libe und Torre K (Iberostar Selection).
Die Hauptverkehrsstraßen sind neben dem Malecón die 23. Straße, die Avenida de los Presidentes, Avenida Línea und die Avenida Paseo. Im Süden des Stadtbezirks befinden sich die Sportanlage Ciudad Deportiva (Sportstadt) und das zentrale Busterminal für interprovinziale Verbindungen. Auch die touristischen Viazul-Busse verkehren hier.